# ホテル黒部
ホテル黒部（ホテルくろべ）は、富山県黒部市の宇奈月温泉にあるホテル。

## 概要
宇奈月温泉街の最奥部に位置する温泉宿で、浴場から黒部峡谷鉄道のトロッコ電車を眺められる。
映画作品『釣りバカ日誌13 ハマちゃん危機一髪!』では、同ホテルがロケ地として使用された。
鉄道ファンの集客を図るため、2022年1月8日には、関西電力や黒部峡谷鉄道と協力し、『鉄道ファンが集まる部屋』をコンセプトに、Nゲージを設置した『Nゲージ部屋』および、プラレールを設置した『おもちゃの鉄道部屋』の2部屋がオープンした。

## 沿革
- 1965年（昭和40年）4月22日、創業[1][5]
- 1985年（昭和60年） - 浴場の改装を機に、露天風呂を新設[6]。
- 2021年（令和3年）6月29日 - 8月8日、Nゲージの鉄道模型を常設した部屋およびおもちゃの線路を備えた子供向けの部屋を設置するためのクラウドファンディングを500万円を目標に募る[7]。
- 2022年（令和4年）1月8日、『鉄道ファンが集まる部屋』をコンセプトとした、『Nゲージ部屋』および『おもちゃの鉄道部屋』がオープン[4]。

## 温泉
- 1階に、大浴場と露天風呂がある。露天風呂からは黒部峡谷鉄道のトロッコ電車が見える。

## アクセス
- 富山地方鉄道本線宇奈月温泉駅・黒部峡谷鉄道宇奈月駅から徒歩12分。
- E8 北陸道：黒部ICから約20分。